# Carlo De Mejo
Carlo De Mejo  (Róma, 1945. január 17. – Róma, 2015. december 18.) olasz színész.

## Élete és pályafutása
Rómában született Oscar De Mejo jazz zeneszerző és Alida Valli színésznő legidősebb fiaként. Kisebb szerepeket követően Pier Paolo Pasolini Teoréma című filmjében egy férfi prostituáltat alakított. 1970-ben a Hair című musical olasz változatában Claude-t játszotta. A művet Giuseppe Patroni Griffi és Victor Spinetti adaptálta színpadra. A későbbiekben több horrorfilmben is szerepelt, többek között Lucio Fulci alkotásaiban is.

## Válogatott filmográfia
- 1985 – Quei trentasei gradini (minisorozat) – Dariel fia (2 epizódban)
- 1983 – Blade Violent - I violenti – Lawman Harrison
- 1982
  - Manhattan Baby – Luke
  - A tévelygők menedékhelye[4] – Andrea Poggi
- 1981 – A temetőre épült ház – Mr. Wheatley
- 1980
  - Zombik városa – Gerry (magyar hangja Bozsó Péter)[5]
  - A rémület ivadékai – Young ügynök
  - Terror-express[6] – Ernie
- 1977 – Egy jámbor lélek – ?
- 1976 – A Cassandra-átjáró – Álbeteg (Stáblistán nincs feltüntetve)
- 1974 – Orlando furioso (minisorozat) – Iroldo (1 epizódban)
- 1973
  - Défense de savoir – ?
  - Az utolsó menedékhely[7] – Albert
- 1972
  - Meghalt egy ember / Egy ember halott – Karl
  - L'etrusco uccide ancora – Igor Samarakis
- 1970 – La colomba non deve volare – ?
- 1968
  - Teoréma – A fiú
  - L'oro di Londra – Frankie (Stewart May néven a stáblistán)